# X Giochi panamericani
I X Giochi panamericani si svolsero a Indianapolis, Stati Uniti, dall'8 agosto al 23 agosto 1987.

## Assegnazione

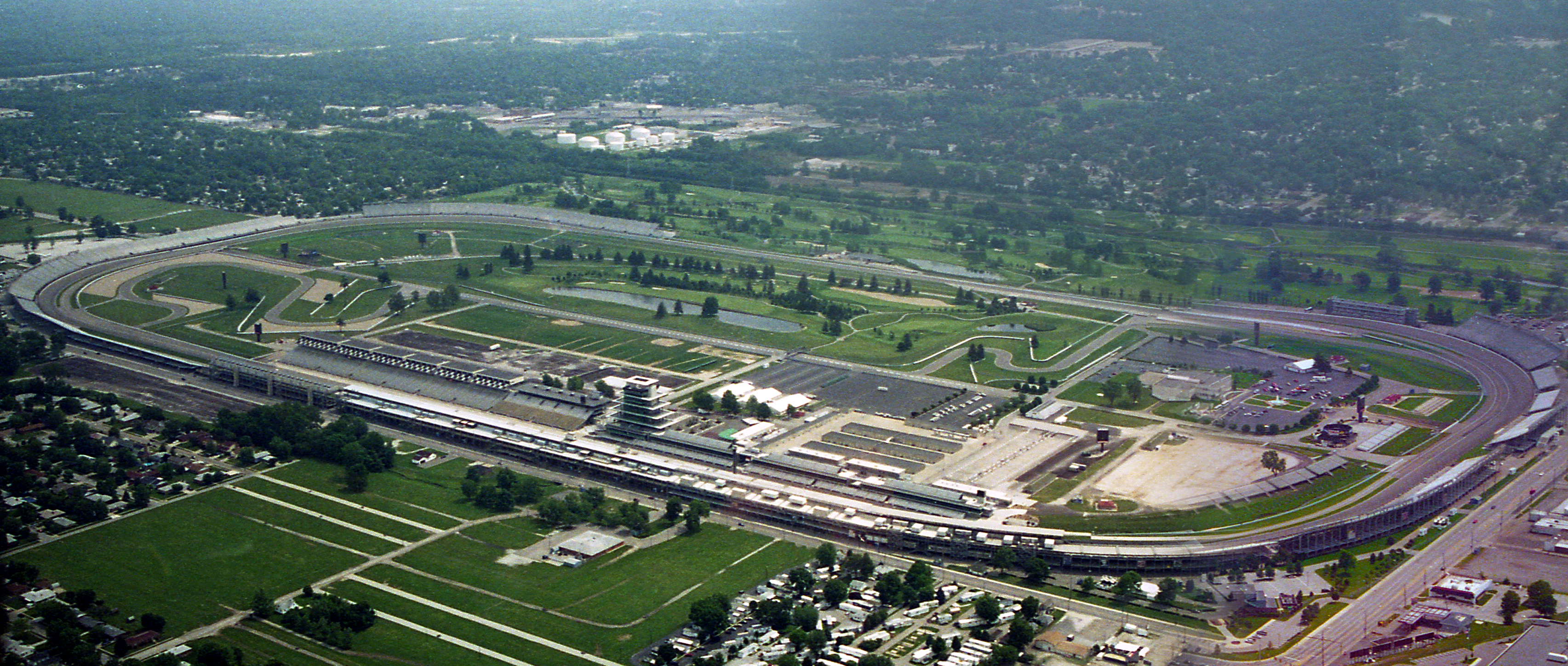
La cerimonia di apertura si svolse all'Indianapolis Motor Speedway.

In origine i Giochi avrebbero dovuto svolgersi a Santiago del Cile, ma la candidatura cilena venne ritirata nel 1983 a causa di problemi politici e finanziari. Quito, in Ecuador, avrebbe dovuto sostituire Santiago, ma anch'essa si ritirò, alla fine del 1984. La PASO, sapendo che Indianapolis aveva probabilmente intenzione di candidarsi per i Giochi del 1991, chiese al Comitato Olimpico degli Stati Uniti se potevano anticipare la candidatura ed ospitare l'evento per il 1987. Poiché molti impianti sportivi erano già in funzione, la PASO il 18 dicembre 1984 annunciò che Indianapolis avrebbe ospitato i Giochi. Anche la capitale cubana L'Avana era interessata all'evento, ma la PASO tranquillizzò Fidel Castro offrendogli la possibilità di ospitare i Giochi del 1991, a patto di portare i propri atleti ad Indianapolis nel 1987.
La città di Indianapolis creò un comitato organizzatore chiamato Pan American Ten / Indianapolis (PAX / I). Questi aveva diciotto divisioni operative, 300 persone retribuite e 37.000 volontari.

## I Giochi

### Sport
Si sono svolte le competizioni di 30 sport ad Indianapolis, di cui 5 hanno fatto il loro debutto in questa edizione, compresa la pallamano.

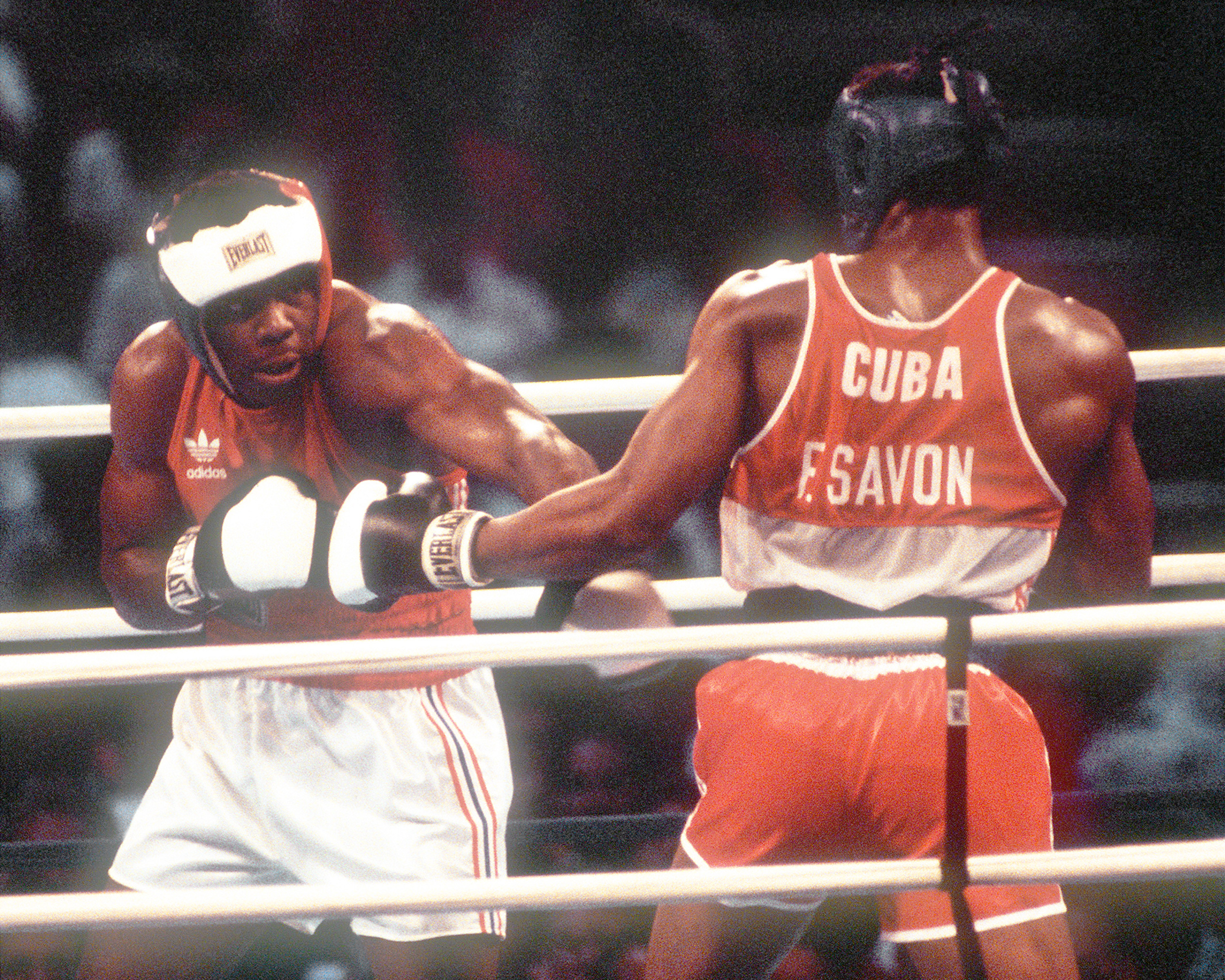
Immagine dell'incontro di pugilato tra il cubano Félix Savón e lo statunitense Michael Bentt.

- Atletica leggera
- Baseball
- Calcio
- Nuoto
- Pallacanestro
- Pallanuoto
- Scherma
- Tuffi

## Medagliere
| #      | Nazione                 | Oro | Argento | Bronzo | Totale |
| ------ | ----------------------- | --- | ------- | ------ | ------ |
| 1      | Stati Uniti             | 169 | 120     | 81     | 370    |
| 2      | Cuba                    | 75  | 52      | 48     | 175    |
| 3      | Canada                  | 30  | 56      | 75     | 161    |
| 4      | Brasile                 | 14  | 14      | 33     | 61     |
| 5      | Argentina               | 12  | 14      | 22     | 48     |
| 6      | Messico                 | 9   | 11      | 18     | 28     |
| 7      | Venezuela               | 3   | 12      | 12     | 25     |
| 8      | Colombia                | 3   | 8       | 13     | 24     |
| 9      | Porto Rico              | 3   | 6       | 20     | 29     |
| 10     | Costa Rica              | 3   | 4       | 6      | 13     |
| 11     | Giamaica                | 2   | 3       | 8      | 13     |
| 12     | Uruguay                 | 2   | 2       | 2      | 6      |
| 13     | Cile                    | 1   | 2       | 4      | 7      |
| 14     | Suriname                | 1   | 0       | 1      | 2      |
| 15     | Perù                    | 0   | 4       | 3      | 7      |
| 16     | Rep. Dominicana         | 0   | 3       | 9      | 12     |
| 17     | Panama                  | 0   | 3       | 1      | 4      |
| 18     | Bahamas                 | 0   | 2       | 3      | 5      |
| 19     | Ecuador                 | 0   | 1       | 5      | 6      |
| 20     | Isole Vergini Americane | 0   | 1       | 1      | 2      |
| 20     | Trinidad e Tobago       | 0   | 1       | 1      | 2      |
| 22     | Guatemala               | 0   | 0       | 2      | 2      |
| 23     | Antille Olandesi        | 0   | 0       | 1      | 1      |
| 23     | Bermuda                 | 0   | 0       | 1      | 1      |
| 23     | El Salvador             | 0   | 0       | 1      | 1      |
| 23     | Guyana                  | 0   | 0       | 1      | 1      |
| 23     | Porto Rico              | 0   | 0       | 1      | 1      |
| Totale | Totale                  | 327 | 319     | 373    | 1019   |